# Рудька (притока Мурашки)
Рудька — річка в Україні, у Шаргородському районі Вінницької області. Ліва притока Мурашки (басейн Дністра).

## Опис
Довжина річки приблизно 2 км.

## Розташування
Бере початок на заході від Борівського. Тече переважно на південний захід через Дерев'янки і впадає у річку Мурашку, праву притоку Мурафи.